# پیتزیکاتو

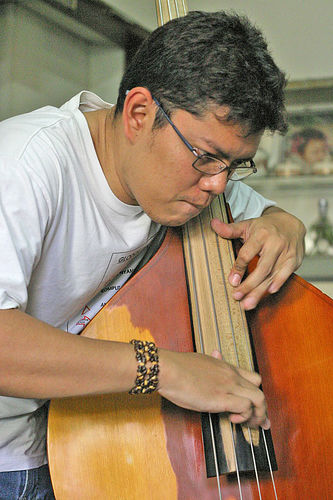
باس در جاز. حرکت بر خطوط باس سنتاً با سُرشِ زخمه‌ای همراه است.

پیتزیکاتو (به ایتالیایی: pizzicato) یا سُرِش زخمه‌ای (به انگلیسی: pizzicato slide) در موسیقی، نوعی اجرای زخمه‌ای که در آن هم‌زمان با زخمهٔ دست راست، دست چپ با حرکت بر دستهٔ ساز به بالا و پایین سُرانیده می‌شود.
این فن موسیقی، بسته به ساز، تفاوت‌هایی می‌کند. در سازهای زهیِ کمانی، سُرشِ زخمه‌ای با انگشت انجام می‌شود و در پیانو گهگاه این کار با دستکاریِ سیم‌های پشت پیانو صورت می‌گیرد.
نواختن زیاد به این روش باعث پینه بستن انگشتان می‌شود.